# Combinateur
 (janvier 2016).
Si vous disposez d'ouvrages ou d'articles de référence ou si vous connaissez des sites web de qualité traitant du thème abordé ici, merci de compléter l'article en donnant les références utiles à sa vérifiabilité et en les liant à la section « Notes et références ».
Le combinateur est un mécanisme propre à l'orgue, permettant de préparer une ou plusieurs séries de registrations que l'on appelle des combinaisons ou des préparations. Très utile sur de grands instruments où des assistants auraient trop de choses à faire en même temps. Un dispositif équivalent a existé sur les clavecins anglais de la fin du XVIIIe siècle sous le nom de « machine stop ».

## Historique

### Les combinateurs mécaniques
Les premiers combinateurs, entièrement mécaniques, ont été inventés vers 1760 par le facteur d'orgue italien Luigi Serassi, fils de Giuseppe, fondateur de l'atelier. C'était un système ingénieux reprenant le principe de l'accouplement des claviers, mais disposé verticalement et s'appliquant aux manettes des registres. En effet, dans l'orgue italien, les jeux s'appellent à l'aide d'une manette qui se déplace latéralement et vient se bloquer dans une encoche. Si l'on relève la manette, elle revient d'elle-même en arrière grâce à un ressort de rappel. Le combinateur ressemble alors à un rateau, chaque dent pouvant être levée ou baissée pour pousser ou libérer chacune des manettes de registre. On avait ainsi une registration d'avance qui pouvait être enclenchée à l'aide d'une pédale. Ce système s'appelle traditionnellement combinaison à la lombarde (Combinazione alla Lombarda).
Avec l'invention de la traction pneumatique, les combinateurs sont devenus plus complexes, permettant de préparer une ou deux registrations à l'avance. On a ainsi des consoles avec double ou triple registration. Les registrations muettes peuvent être préparées et modifiées pendant le jeu. On appelle chaque registration à l'aide d'un champignon ou d'une cuillère placée à portée de pied, généralement au-dessus du pédalier.

### Les combinateurs électriques
L'arrivée de l'électricité permettra de construire des combinateurs à électro-aimants qui vont profiter non seulement à l'orgue classique mais aussi et surtout à l'orgue de théâtre.
Le facteur lyonnais Ruche déposa le brevet d'un combinateur à carton perforé, inventé par Adrien Rougier, qu'il nomma Acribès : la machine comprenait un perforateur intégré pour créer le carton in situ, permettant à l'organiste de préparer à l'avance toutes ses registrations par la perforation de cartons. La lecture se réalisait par des contacts électriques, un piston au pied faisant avancer le carton d'un cran à la fois. Il en existe encore un en fonctionnement sur l'orgue de Saint-André à Tarare (France). Certains combinateurs à relais des années 60/70 fonctionnent toujours. 

### Les combinateurs électroniques
Les premiers combinateurs électroniques sont apparus dans les années 1980.
Désormais, les combinateurs sont électroniques. 
Les combinateurs équipent des instruments de taille moyenne ou importante, notamment dans le cadre d'instruments neufs ou de la restauration d'instruments néoclassiques, post-symphonique ayant déjà un tirage de jeux électrique. Les facteurs tendent à intégrer le combinateur et ses éléments au niveau de la console pour les rendre le plus discret possible.
Avec les combinateurs informatisés récents à mémoire flash, on peut aller jusqu'à 10 000 000 de combinaisons ajustables générales totale (Heuss 2025). On peut avoir des banques de plusieurs dizaines de milliers de combinaisons  avec plusieurs crescendos et tuttis programmables par espace utilisateur (Orgue de Notre-Dame de Paris 2014 / (Banque de 50 000 combinaisons par espace utilisateur)).
On note souvent la présence d'un USB type A sur la console permettant de recevoir les mises à jours logiciel et la sauvegarde import/export les séries de combinaisons programmées des utilisateurs; les réglages personnels (préférence pour les réglages de la traction des notes).
La gestion informatisée permet également d'avoir des configurations particulières pour la gestion des plans sonores (Notre-Dame de Paris 2013-2014 Eltec, N-D-du-Bon-Voyage (Cannes), cathédrale d'Angoulème, Montpellier, Notre-Dame-du-Perpétuel-Secours (Paris) : Plans sonores flottants avec affectation à tel ou tel clavier. 
Certains de ces combinateurs informatisés permettent de régler la sensibilité du toucher d'instrument ayant une traction proportionnelle pour les notes (attaque, seuil de déclenchement; relâchement des soupapes des notes).
Un transpositeur est possible avec paramétrage du décalage +/- 1 - 1/2 tons.
Un système de replay est parfois ajouté, l'organiste peut faire rejouer l'instrument seul et corriger son jeu ou ses registrations après l'écoute (Notre-Dame de Paris; cathédrale d'Angoulême, Montpellier).
La fiabilité des combinateurs électroniques récents est bonne ; de même le coût d'achat a baissé au fil des années : (15-30 Keuros). Ce sont des systèmes électronique modulaires pouvant être étendus par la suite (dépendant de la marque/modèle concerné). 
Lors de l'installation du combinateur par le facteur d'orgue; le câblage au sein de la console est adapté selon le type de configuration entre les différentes parties. Pour certaines marques, la configuration du combinateur est possible par PC. La communication entre le combinateur et le répartiteur des notes/jeux est possible par câblage ethernet. Certaines consoles mobiles possède une connexion radio wifi entre la console et le/les buffets.

## Fonctionnement
Les combinateurs électroniques actuels se composent de plusieurs parties :
- des cartes d'acquisition servant d'interface avec les tirants de registres, tirasses et accouplements ;
- un module d'affichage composé d'un afficheur à Led (numéro de combinaison, séries, espace utilisateur) ou bien un écran LCD/OLED tactile ou non.
- le module du combinateur lui-même intégrant regroupant la partie mémoire ; la gestion du système ;et carte interne à mémoire flash. (Une batterie de secours permet de sauvegarder le paramétrage en cas de coupure de courant.)
- les boutons d'enregistrement et de rappels des combinaisons/séquentiel sous les claviers (positif ou grand orgue) ;
- les pistons de rappel au pied (situé au-dessus du pédalier de part et d'autre des bascules d'expressions). La partie électronique du dispositif est logée dans un boitier dans le meuble de la console.
- un ou plusieurs boitiers répartiteurs pour les commandes des moteurs des notes et des jeux (la partie électronique de puissance est toujours séparée du combinateur lui même)

L'électronique a permis d'introduire un système fort utile pour le concertiste, le mode séquentiel : à côté des bascules des boîtes expressives, on trouve deux pistons notés (-1) ou (<) et  (+1) ou (>). L'organiste en jouant sa pièce appuie avec le pied sur le piston (< ; >) pour changer de registration au fur et à mesure de la lecture de la partition, évitant ainsi l'utilisation des appels généraux.
La pédale de crescendo peut être couplée au combinateur : on peut ainsi préparer l'introduction des jeux selon la course de la pédale et obtenir plusieurs crescendos programmables.
Parmi les grandes firmes produisant des combinateurs, on trouve : E.R.D. Électronique — Erdelec by Dominique Richaud — (France), Pétrique-Dièse.Info (France), Thourel (France), Peterson (États-Unis), Taylors, S.S.O.S (Grande-Bretagne), Laukhuff (Allemagne), Heuss (Autriche), Eltec (Italie); Syndyne Corporation (USA); Sinua (Allemagne); Rieger (Autriche).